# كينيث بيرك
كينيث بيرك (بالإنجليزية: Kenneth Burke)‏ هو صحفي وفيلسوف وكاتب أمريكي، ولد في 5 مايو 1897 في بيتسبرغ في الولايات المتحدة، وتوفي في 19 نوفمبر 1993 في أندوفر في الولايات المتحدة بسبب نوبة قلبية.

## وصلات خارجية
- كينيث بيرك على موقع الموسوعة البريطانية (الإنجليزية)
- كينيث بيرك على موقع ميوزك برينز (الإنجليزية)
- كينيث بيرك على موقع إن إن دي بي (الإنجليزية)